# La Baume-Cornillane
 La Baume-Cornillane  es una población y comuna francesa, en la región de Ródano-Alpes, departamento de Drôme, en el distrito de Valence y cantón de Chabeuil.

## Demografía
| 478 | 322 | 401 | 535 | 543 | 559 | 539 | 506 | 512 | 503 | 458 | 451 | 482 | 448 | 401 | 406 | 388 | 369 | 357 | 386 | 338 | 327 | 305 | 277 | 271 | 230 | 240 | 203 | 186 | 245 | 321 | 396 | 430 | 442 |
| Para los censos de 1962 a 1999 la población legal corresponde a la población sin duplicidades (Fuente: INSEE [Consultar]) |     |     |     |     |     |     |     |     |     |     |     |     |     |     |     |     |     |     |     |     |     |     |     |     |     |     |     |     |     |     |     |     |     |